# Klec (hudební skupina)
Klec je česká hudební skupina, která se specializuje na hraní klezmeru.

## Historie
Skupinu v roce 1997 založil Martin Šmíd, jeho bratr Michal Šmíd, Ondřej Kudyd Tichý. První vystoupení nově založené skupiny se odehrálo v klubu U Rafa na Hanspaulce. Sestava se v průběhu dalších let výrazně měnila. V roce 2001 vydali debutové album 15 písní o lásce s 12 klezmerovými melodiemi (2 instrumentální, 9 s českým textem a jedna v jidiš) a 3 autorskými písněmi v rockovém provedení, v roce 2009 potom druhé album Klezmer všeho druhu. Zatím posledním nahrávacím počinem je album Poslední klezmer z roku 2019. V průběhu více než 20 let od svého založení skupina odehrála přes 300 koncertů.

## Obsazení

### Současné obsazení
- Martin Šmíd, flétna, zpěv, autor hudby a českých textů, od 1997
- Jakub Schmid, akordeon, trubka, zpěv, od 2006 (hrál zde už v letech 1998–2001 na trubku a piano)
- Adam Gebert, saxofon, od 2006
- Jiří Váňa, baskytara, od 2000
- Štefan Čulík, elektrická kytara, zpěv, od 2001
- Ondřej Kudyd Tichý, bicí, od 2015 (v prvním roce existence tu hrál na kontrabas)

### Bývalí členové
- Michal Šmíd, akordeon, 1997–2000
- Antonín Hluštík, elektrická kytara, 1997–2001
- Martin Kopecký, baskytara, klarinet, 1997–2000
- Jana Modráčková, bicí, 2000-2006
- Jan Švamberg, bicí, 2006-2015
- Karolina Vančurová, housle, viola, 2001-2006
- Elmar Tausinger, klarinet, 2001-2005

## Diskografie
- 15 písní o lásce, 2001
- Demo, 2003
- Klezmer všeho druhu, 2009
- Poslední klezmer, 2019